# Liste der Bischöfe von Catania
Die folgenden Personen waren Bischöfe bzw. Erzbischöfe des Bistums bzw. Erzbistums Catania auf Sizilien in Italien:

## Bischöfe
- Heiliger Birillus (um 42?)
- Heiliger Everio (264)
- Heiliger Sabino (8. Jh.)
- Heiliger Leo (776)
- Theodor (8. Jh.)
- Ansgerius (1092–1124)
- Mauritius (1124–1130?)
- Johannes (1167–1169)
- Rogerius
- Walter von Pagliara (1207–1232)
- Heinrich von Bilversheim (1232–1242)
- Martialis (14. Jh.)
- Simone del Pozzo (14. Jh.)
- Giovanni De Primis (1447–1449)
- Giuliano della Rovere (1473–1474)
- Francisco Desprats (1498–1500) (auch Bischof von Astorga)
- Diego Ramírez de Guzmán (1500–1508)
- Jaime de Conchillos, OdeM (1505–1512)
- Gaspar Ponz (1513–1520)
- Matthäus Schiner (1520–1522) Administrator
- Pompeo Colonna (1523–1524) Administrator
- Marino Ascanio Caracciolo (18. Januar 1524 bis 24. Juli 1524)
- Scipione Caracciolo (1524–1529)
- Marino Ascanio Caracciolo (1529–1530) (2. Mal), dann Kardinal
- Ludovico Caracciolo (1530–1536)
- Nicola Maria Caracciolo (1537–1568)
- Antonio Faraone (1568–1572)
- Juan Orozco de Arce (1574–1576)
- Juan Corrionero (1589–1592)
- Gian Domenico Rebiba (1595–1604)
- Juan Ruiz Villoslada (1605–1609)
- Bonaventura Secusio, OFM (1609–1618)
- Juan Torres de Osorio (1619–1624)
- Innocenzo Massimo (1624–1633)
- Kardinal Camillo Astalli-Pamphilj (1661–1663)
- Michelangelo Bonadies (1665–1686)
- Andrea Riggio (1693–1717)
- Kardinal Juan Álvaro Cienfuegos Villazón, SJ (1721–1725)
- Raimundo Rubí, OCart (1727–1729)
- Pietro Galletti (1729–1757)
- Salvatore Ventimiglia, CO (1757–1773)
- Corrado Maria Deodati de Moncada (1773–1813)
- Gabriel Maria Gravina, OSB (1816–1817)
- Domenico Orlando, OFMConv (1823–1839)
- Felice Regano (1839–1861)

## Erzbischöfe
- Sedisvakanz (1861–1867)
- Giuseppe Benedetto Kardinal Dusmet, OSB (1867–1894)
- Giuseppe Kardinal Francica-Nava de Bontifè (1895–1928)
- Emilio Ferrais (1928–1930)
- Carmelo Patané (1930–1952)
- Guido Luigi Bentivoglio, SOC (1952–1974)
- Domenico Picchinenna (1974–1988)
- Luigi Bommarito (1988–2000, dann zusätzlich Metropolit)

## Erzbischöfe und Metropoliten
- Luigi Bommarito (2000–2002)
- Salvatore Gristina (2002–2022)
- Luigi Renna (seit 2022)